# Cerambergbrilvogel
De cerambergbrilvogel (Heleia pinaiae synoniem: Lophozosterops pinaiae) is een zangvogel uit de familie Zosteropidae (brilvogels).

## Verspreiding en leefgebied
Deze soort is endemisch op het Indonesische eiland Ceram.

## Status
De grootte van de populatie is niet gekwantificeerd maar de soort wordt omschreven als plaatselijk vrij algemeen. Op de Rode lijst van de IUCN heeft deze soort de status niet bedreigd.